# Cabila (povo)
Os cabilas ou cabildas (em cabila: Izwawen, Iqbayliyen ou leqbayel, pronuncia-se AFI: /iqβajlijən/; em tifinague: ⵉⵣⵡⴰⵡⵏ; em francês: kabyles)  são um povo berbere que habita tradicionalmente a região montanhosa da Cabília, no nordeste da Argélia. Seu nome advém do árabe qaba'il, "tribos", plural de قبيلة (qabîlah), "tribo". Falam a língua cabila, uma variante do berbere.